# مشبك الصليب الحديدي
مشبك الصليب الحديدي (Spange zum Eisernen Kreuz) كان مشبك ميدالي معدني معروض على الزي الرسمي لأفراد القوات المسلحة الألمانية الذين حصلوا على الصليب الحديدي في الحرب العالمية الأولى.